# Largo dei Librari
Il Largo dei Librari è una piccola piazza, una delle più piccole di Roma, situata nel Rione Parione.   

## Descrizione
La piazza è situata nel Rione Parione ed è costituita da una caratteristica piazzetta irregolare dalla forma allungata con al fondo una piccola chiesa: la chiesa di Santa Barbara dei Librari. La chiesa fu eretta nell'XI secolo sui resti del Teatro di Pompeo: è dedicata alla Vergine Martire Barbara. 
Il largo prende il nome dalla confraternita dei Librari, alla quale venne ceduta la chiesa nel 1600. Nel 1634, un incendio distrusse delle case che separavano il luogo di culto dalla via dei Giubbonari, pertanto la confraternita acquistò l'area per realizzarvi una piazza che mettesse in evidenza la facciata barocca della chiesa.